# Ернест Тріммінґем
Ернест Тріммінґем, також помилково відомий як Ернест Трімінґем (англ. Ernest Trimingham; 1880, Бермудські острови — 2 лютого 1942, Лондон) — актор театру й кіно, драматург, один з перших темношкірих акторів у британському кінематографі.

## Фільмографія
| Рік  | Назва                                                       | Назва                                                             |
| Рік  | (укр.)                                                      | (англ.)                                                           |
| ---- | ----------------------------------------------------------- | ----------------------------------------------------------------- |
| 1912 | Пригоди Діка Терпіна — Король шляховиків                    | The Adventures of Dick Turpin - The King of Highwaymen            |
| 1912 | Її холостяк-вартовий                                        | Her Bachelor Guardian                                             |
| 1912 | Пригоди Діка Терпіна — Нагорода 200 ґіней, мертвим чи живим | The Adventures of Dick Turpin - 200 Guineas Reward, Dead or Alive |
| 1919 | Джек, Сем і Піт                                             | Jack, Sam and Pete                                                |
| 1921 | Де закінчується веселка                                     | Where the Rainbow Ends                                            |